# اسفراین (ولایت)
اِسْفَرایِن؛ یکی از ولایت‌های ربع نیشابور خراسان بزرگ، که در منابع مختلف از شهر مهرجان در این ولایت بسیار یاد شده و حتی برخی، مهرجان را نام قدیم ولایت نیز دانسته‌اند. این ولایت در مسیر جاده نیشابور به جرجان قرار داشته و دارای موقعیت ارتباطی خوبی بوده است. شمار بسیار زیادی از بزرگان و اهالی علم و فقه و حدیث از این ولایت برخاسته‌اند. ولایت اسفراین را در جغرافیای امروز، به شهرستان اسفراین استان خراسان شمالی ایران و حدی از نواحی پیرامون آن، مطابقت داده‌اند.

اسفراین در میان ولایت‌های ربع نیشابور در صفحه‌ای از نسخه خطی کتاب تاریخ نیشابور الحاکم.

## نام‌شناخت
اسفراین؛ یکی از ولایت‌های ربع نیشابور خراسان؛ نام این ولایت: در البلدان، به صورت اسفرائین؛ در حدود العالم، سبراین؛ در معجم البلدان، أَسفَرَایین؛ در احسن‌التقاسیم، أَسفَرایِن؛ در الانساب، إسفرایین؛ در اللباب، إسفَرایِین ثبت گردیده است. به نقل از بیهقی، سبب نامگذاری اسفراین را چنین نوشته‌اند که این واژه، در اصل، اسپرآیین است؛ «اسپر»، به معنی «سپر» است و «آیین»، به معنی «روش»؛ گویا مردم آنجا به برداشتن سپر، خو کرده بودند که شهر ایشان بدین لقب خوانده شد. همچنین گفته‌ان که اسفندیار آن را بنیان نهاد و به نام او نامیده شد، سپس با گذشت روزگار دگرگون شد.

## حدود و ویژگی‌ها

### جغرافیا
اسفراین؛ از ولایت‌های دوازده‌گانه ربع نیشابور خراسان؛ در مسیر جاده نیشابور به جرجان قرار گرفته به گونه‌ای که این جاده، آن را به دو نیم، تقسیم می‌کرده و به نقل از بیهقی، گفته‌اند که این ولایت، دربرگیرنده بیش از چهار صد و پنجاه آبادی بوده است. یاقوت حموی، نام قدیم این ولایت را مهرجان دانسته است و به گفته وی، مهرجان، نام یکی از قریه‌های این ولایت است. اما ابن حوقل، مهرجان و اسفراین را دو شهر جدا به‌شمار آورده و از آن‌ها در ردیف شهرهای ربع نیشابور (بوزجان، مالن معروف به کواخرز، خایمند، سلومک، سنکان، زوزن، کندر، ترشیز، خان روان، آزادوار، خسروجرد، بهمن‌آباد، مزینان، سبزوار، دیواره، مهرجان، اسفرایین، خوجان، ریوند، رایکان، طابران، نوقان و تروغوذ) یاد نموده و در بخشی از کتاب صورةالارض، فاصله جغرافیایی مهرجان را با اسفراین و دیگر شهرهای مسیر نیشابور تا اسفراین، چنین مشخص کرده است: از نیشابور تا خان‌روان یک مرحله (مرحله= واحد مسافت‌شمار قدیم)؛ و از خان‌روان تا مهرجان، دو روز؛ و از مهرجان تا اسفراین، دو روز راه است. سمعانی، ابوالفدا و به خصوص جغرافیانویسانی همچون اصطخری، ابن حوقل، مَقدِسی که از فواصل شهرهای خراسان یاد کرده‌اند، اسفراین و مهرجان را دو محل جدا از هم دانسته و فاصله آن دو را دو روز راه نوشته‌اند.

### ویژگی‌ها
محمد مقدسی؛ اسفراین را ولایتی، بزرگ و گرانمایه و مرکز انگور خوب و کشتزار برنج و حبوبات توصیف کرده که جاده جرجان آن را به دو نیمه می‌کند و شهر آن نیز به همین نام است. این شهر، شهری آبادان و ارجمند است و آب آشامیدنی آن از نهری که از کوه می‌آید تأمین می‌شود. در شهرهای ولایات ربع نیشابور، مهم‌تر از شهر اسفراین نیست، بازارهای زیبا داشته و امتیازات دیگر نیز دارد، از جمله اینکه مردم آن، اهل حدیثند. ابوعبدالله حاکم در کتاب تاریخ نیشابور، از اینکه پادشاه قباد پور فیروز (ساسانی)، نام این ولایت را به خاطر سرسبزی صحرا و نیکی هوایش، مهرجان نامید و همچنین ازدواج قباد با دختر یکی از بزرگان قریه فریمان این ولایت، خبر داده است که انوشیروان دادگر، حاصل این ازدواج بود.

## مشاهیر و بزرگان
ولایت اسفراین به فراوانی عالمان، مشهور است. ابوعبدالله حاکم در کتاب تاریخ نیشابور، به این موضوع اشاره نموده و همچنین یاقوت حموی در معجم البدان، تصریح نموده که گروه زیادی از بزرگان پیشوایان به این ولایت منسوبند و از این جمله به یعقوب بن اسحاق بن ابراهیم اسفراینی (متوفی ۳۱۶ هجری)، ابواسحاق ابراهیم بن محمد بن ابراهیم اسفراینی (متوفی ۴۱۸ هجری)، ابوعوانه یعقوب بن اسحاق بن ابراهیم بن یزید اسفراینی (متوفی ۳۱۶ هجری)، محمد بن علی بن حسین ابوعلی اسفراینی واعظ (ابن‌السقّاء)، ابوعبدالله حافظ ابوعلی اسفرایینی (متوفی ۳۷۲ هجری)، ابوحامد احمد بن محمد بن احمد (فقیه؛ امام اسفراینی؛ ۳۴۴–۴۰۶ هجری)، ابوبکر محمد بن عبدالله بن مهدی مهرجانی نیشابوری اشاره نموده است. در تاریخ نیشابور الحاکم، از ۳۵ تَن از علما و دانشمندان و محدثان مقیم نیشابور که به اسفراین منسوبند یاد شده و همچنین از حمویه بن علی که در منابع مختلف با عنوان «صاحب جِیش خراسان»، «سلطان»، «صاحب وجود خراسان» و سپهدار و نامدار لشکرهای شرق و خراسان بود سخن گفته شده حمویه، خود را به قریه فریمان اسفراین نسبت می‌داد و از میان خاندان معروف حمویه در خراسان، بزرگان بسیاری در حوزه ادب و عرفان و سیاست برخاسته‌اند.

## پانوشت‌ها
1. ↑  ابوعبدالله حاکم نیشابوری (۱۳۷۵)، تاریخ نیشابور، ترجمهٔ محمد بن حسین خلیفه نیشابوری، با مقدمه و تصحیح و تعلیقات محمدرضا شفیعی کدکنی، تهران: آگه، ص. ص۲۱۶
2. 1 2  محمد بن احمد مقدسی (۱۳۶۱)، احسن التقاسیم فی معرفة الاقالیم، ترجمهٔ علینقی منزوی، تهران: شرکت مؤلفان و مترجمان ایران، ص. ج۲، ص۴۳۶
3. 1 2  احمد بن ابی یعقوب (۱۸۶۰)، کتاب البلدان، لیدن: بریل، ص. ص۵۵
4. ↑  حدود العالم من المشرق الی المغرب، ترجمهٔ تحقیق یوسف الهادی، قاهره: دارالثقافیه، ۱۹۹۹، ص. ص۱۱۵
5. 1 2  شهاب‌الدین ابی عبدالله یاقوت حموی (۱۹۷۷)، معجم‌البلدان، بیروت: دارصادر، ص. ج۱، ص۱۷۷
6. ↑  شهاب‌الدین ابی عبدالله یاقوت حموی (۱۹۷۷)، احسن التقاسیم فی معرفة الاقالیم، بیروت: دار صادر، ص. ج۱، ص۱۷۷
7. ↑  ابی‌سعد عبدالکریم بن محمد بن منصور التمیمی السمعانی (۱۹۸۰)، الانساب، قاهره: مکتبة ابن التمیمیة، ص. ج۱، ص۲۳۵
8. ↑  عزالدین ابن الاثیر الجزری (۱۹۸۰)، اللباب فی تهذیب الانساب، بیروت: دار صادر، ص. ج۱، ص۵۵
9. ↑  احمد نیک‌گفتار (۱۳۸۷)، مطالعه پهنه شهر اسفراین و ولایت ارغیان در دوران اسلامی، دانشگاه تهران، ص. ص۱۴۴
10. ↑  ابوعبدالله حاکم نیشابوری (۱۳۷۵)، تاریخ نیشابور، ترجمهٔ محمد بن حسین خلیفه نیشابوری، با مقدمه و تصحیح و تعلیقات محمدرضا شفیعی کدکنی، تهران: آگه، ص. ص ۲۱۷
11. ↑  ابن حوقل (۱۹۳۸)، صوره‌الارض، بیروت: دارصادر، ص. ج۲، ص۴۳۳-۴۳۴، ۴۵۶
12. ↑  محمد فرجامی. «دو فصل کاوش باستان شناختی در شهر تاریخی بلقیس اسفراین». Academia. ص. ص۴. دریافت‌شده در ۱۳ مرداد ۱۳۹۴.
13. ↑  محمد بن احمد مقدسی (۱۳۶۱)، احسن التقاسیم فی معرفة الاقالیم، ترجمهٔ علینقی منزوی، تهران: شرکت مؤلفان و مترجمان ایران، ص. ج۲، ص۴۶۶
14. ↑  ابوعبدالله حاکم نیشابوری (۱۳۷۵)، تاریخ نیشابور، ترجمهٔ محمد بن حسین خلیفه نیشابوری، با مقدمه و تصحیح و تعلیقات محمدرضا شفیعی کدکنی، تهران: آگه، ص. ص ۲۱۶
15. ↑  ابوعبدالله حاکم نیشابوری (١٣٧۵)، تاریخ نیشابور، ترجمهٔ محمد بن حسین خلیفه نیشابوری، با مقدمه و تصحیح و تعلیقات محمدرضا شفیعی کدکنی، تهران: آگه، ص. ص ۲۱۶
16. ↑  شهاب‌الدین ابی عبدالله یاقوت حموی (١٩٧٧ میلادی)، معجم‌البلدان، بیروت: دارصادر، ص. ج۱، ص۱۷۷، ۲۳۳ تاریخ وارد شده در |سال= را بررسی کنید (کمک)
17. ↑  ابوعبدالله حاکم نیشابوری (١٣٧۵)، تاریخ نیشابور، ترجمهٔ محمد بن حسین خلیفه نیشابوری، با مقدمه و تصحیح و تعلیقات محمدرضا شفیعی کدکنی، تهران: آگه، ص. ص ۳۴۰-۳۵۰، ۲۱۶، ۲۸۵-۲۸۶

## فهرست منابع
- «احسن‌التقاسیم فی معرفةالاقالیم»، تألیف ابوعبدالله محمد بن احمد مقدسی، ترجمه علینقی منزوی، تهران: شرکت مؤلفان و مترجمان ایران، ۱۳۶۱.
- «احسن التقاسیم فی معرفة الاقالیم»، شهاب‌الدین اب‌عبدالله یاقوت بن عبدالله الحموی الرومی البغدادی، بیروت:دار صادر، ۱۹۷۷م.
- «الانساب»، ابی‌سعد عبدالکریم بن محمد بن منصور التمیمی السمعانی، قاهره: مکتبة ابن التمیمیة، ۱۹۸۰م.
- «اللباب فی تهذیب الانساب»، عزالدین ابن الاثیر الجزری، بیروت: دار صادر، ۱۹۸۰م.
- «تاریخ نیشابور»، ابوعبدالله حاکم نیشابوری، ترجمه محمد بن حسین خلیفه نیشابوری، با مقدمه و تصحیح و تعلیقات محمدرضا شفیعی کدکنی، تهران: آگه، ۱۳۷۵.
- «حدود العالم من المشرق الی المغرب»، تحقیق یوسف الهادی، قاهره: دارالثقافیه، ۱۹۹۹م.
- «دو فصل کاوش باستان شناختی در شهر تاریخی بلقیس اسفراین»، محمد فرجامی، ارائه شده در همایش ملی باستانشناسی ایران، برگزار کننده دانشگاه هنر دانشگاه بیرجند، اردیبهشت ۱۳۹۴. انتشار آنلاین در وبگاه Academia.edu, uploaded by Mohammad Farjami.
- «صورة الارض»، تألیف ابی‌القاسم ابن حوقل النصیبی، بیروت: دارصادر، ۱۹۳۸م.
- «کتاب البلدان»، احمد بن ابی یعقوب ابن واضح الکاتب المعروف بالیعقوبی، لیدن: بریل، ۱۸۶۰م.
- «مطالعه پهنه شهر اسفراین و ولایت ارغیان در دوران اسلامی» (پایان‌نامه کارشناسی ارشد)، احمد نیک‌گفتار، دانشگاه تهران، گروه باستانشناسی، ۱۳۸۷.
- «معجم‌البلدان»، شهاب‌الدین ابی‌عبدالله یاقوت بن عبدالله الحموی الرومی البغدادی، بیروت: دار صادر، ۱۹۷۷م.